# Свартон (притока Мутали)
Свартон (швед. Svartån) — річка на півдні Швеції, у східній частині Йоталанду —  Естерйотланді. Права й найбільша притока річки Мутала. Довжина річки становить приблизно 160 км,  площа басейну  — 3440 км².  На річці побудовано 11 ГЕС малої потужності. 

## Географія
Бере початок з озера Шуннерюдсшен (швед. Sjunnerydssjön), біля села Урмарюд комуни Несше. Тече у північному напрямку. Проходить через низку озер. Біля міста Анебю утворює водоспад Стальпет заввишки 18 м. Впадає у озеро Роксен за 7 км на захід від міста Лінчепінг.